# Parque das Nações (Santo André)
Parque das Nações é um bairro ao norte do município de Santo André- SP, situado no 2º Subdistrito (Utinga), com uma área de 1,51 km², tendo por limites os córregos Jundiaí e Comprido, e as ruas Coréia, Progresso e Avenida Estados Unidos.
O humorista e apresentador brasileiro Danilo Gentili passou a infância e juventude em um cortiço no bairro.

## Histórico
Em 1925, Francisco Peruche realizou um loteamento de 72 alqueires da Fazenda Oratório, dando origem ao chamado "Parque Velho", região à esquerda da rua Oratório (sentido centro-bairro), que foi ocupada especialmente por europeus, com destaque para lituanos, eslavos, húngaros e italianos. Além de vender o terreno, Peruche sugeria ao comprador que a construção das casas seguissem dois ou três modelos padronizados; o comprador escolhia um deles e os pedreiros do próprio Peruche iniciavam as obras.
Em mapas antigos desta fase do loteamento, é possível ler o seguinte registro: "Projeto do engenheiro civil Tito de Carvalho (dezembro de 1925), com alterações de quadras respeitados os limites do perímetro, de acordo com a planta original, pelo engenheiro civil Emilio Carnes; maio de 1928".
Em 1938, iniciou-se a segunda etapa do loteamento, o "Parque Novo", à direita da rua Oratório. Esta região foi ocupada, basicamente, por migrantes do interior dos estados de São Paulo, Minas Gerais, Paraná e região Nordeste.
Em 1950, tem início a construção da Igreja Senhor do Bonfim (ou Igreja do Bonfim), finalizada em 1975.
Em 1956, ano em que o bairro recebeu iluminação pública, a área já estava totalmente ocupada. Em 1968, as ruas do bairro são asfaltadas.

## Dados
A Igreja Senhor do Bonfim é o símbolo do centro do bairro e também marca o início do principal trecho comercial, situado na rua Oratório.
É o quarto bairro mais populoso de Santo André, com cerca de 16 mil habitantes (2000) ou aproximadamente 2,5% da população do município.
É considerado um dos bairros mais importantes da cidade, possuindo um centro de comércio e serviços bastante movimentado que atende a população do 2º Subdistrito e também de alguns bairros da Zona Leste de São Paulo, como São Mateus, São Rafael e Sapopemba.
Com exceção da Rua Oratório, principal do bairro, as demais ruas recebem nomes de países, principalmente os da Europa e Américas.
Em meados de 1987, o traçado de algumas ruas sofreu modificações para a implantação do Corredor Metropolitano de Trólebus, ligando o terminal de São Mateus a São Bernardo do Campo, inicialmente.